# Один на один (альбом группы «Пикник»)
«Один на один» — двадцать пятый альбом рок-группы «Пикник», выпущенный 19 июля 2024 года. В альбом вошли четырнадцать песен.

## История создания
Один на один — первый альбом группы после теракта в Крокус Сити Холле. После трагедии группа продолжила тур. Летом того же года вышел новый альбом. Критики встретили новые песни положительно.

## Тур
13 сентября в Светлогорске (Калининградская область) в зале «Янтарь-Холл» начался тур «Один на один». В концертную программу вошли как старые хиты, так и новые — «Один на один», «Ничего, ничего не бойся», «Гитары тихие рыданья». На многочисленных концертах использованы лазеры и декорации. Выступления проводятся в классическом виде — 1 часть, перерыв, 2 часть, бис. На бис исполняются хиты — «Королевство Кривых», «Там, на самом краю Земли».

## Список композиций
| №                   | Название                       | Длительность |
| ------------------- | ------------------------------ | ------------ |
| 1.                  | «Один на один»                 | 3:34         |
| 2.                  | «Вдоль по улице, по бесстыжей» | 3:24         |
| 3.                  | «Ой ты, Солнце, закатись»      | 4:07         |
| 4.                  | «А зовут его Оторви и Брось»   | 4:37         |
| 5.                  | «Гитары тихие рыданья»         | 4:05         |
| 6.                  | «Пурпурный всем миром правит»  | 3:03         |
| 7.                  | «Маски»                        | 3:27         |
| 8.                  | «Ничего, ничего не бойся»      | 4:02         |
| 9.                  | «Турандот»                     | 3:19         |
| 10.                 | «Тихая надежда»                | 3:46         |
| 11.                 | «Город не носит лапти»         | 3:49         |
| 12.                 | «Осеннее (Instrumental)»       | 1:04         |
| 13.                 | «Ребёнок»                      | 2:42         |
| 14.                 | «Бродяга»                      | 4:11         |
| Общая длительность: | Общая длительность:            | 49:15        |